# 科學文獻
科学文献是指包括学术作品、自然科学報告和社会科学经验和理论著作在內的出版物。科學文獻通常需要經過同行评审後才能出版。
首次發表在科学期刊上的原创科学研究論文称为一次文献。一些在工程设计（包括计算机软件）時產生的专利和技术报告也被视为一次文献。
二次文献則包括评论文章（总结已发表的研究的成果）和图书。
三次文献主要包括百科全书以及與其类似的作品。